# Eduardo Neto
Eduardo da Silva Nascimento Neto, mais conhecido como Eduardo Neto, (Salvador, 24 de outubro de 1988), é um futebolista brasileiro que atua como volante, zagueiro e lateral-esquerdo. Atualmente atua pelo Oita Trinita.

## Carreira

### Bahia
Eduardo foi revelado nas categorias de base do Bahia e com apenas dezessete anos foi chamado para os profissionais do clube. Em 2007, já era titular da equipe e se destacou na campanha do Campeonato Brasileiro Série C de 2007, na qual o Bahia conquistou o acesso à Série B.

### Botafogo
Em 2008, despertou o interesse de clubes como o Cruzeiro e o Botafogo, pelo qual foi contratado com o auxílio das empresas MFD e Ability, assinando contrato por quatro temporadas. Eduardo começou como zagueiro, no entanto, começou a ser escalado pelo técnico Cuca em posições um pouco mais a frente, como volante e lateral-esquerdo.
O jogador foi depois reintegrado, iniciando a temporada de 2009 como lateral-esquerdo. Todavia, não conseguiu manter regularidade e acabou voltando a atuar de zagueiro, até ser afastado do elenco principal do Botafogo na segunda metade daquele ano. Voltou em 2010 como meio-campista, por indicação do então treinador Estevam Soares. Fixou-se na posição, sendo titular da conquista da Taça Guanabara de 2010, sob comando do técnico Joel Santana.

### Braga
Em junho de 2010, assinou um contrato válido por duas épocas pelo Braga. Porém, em outubro do mesmo ano, teve o seu contrato rescindido após chegar no treino alcoolizado.

### Vitória
Já no começo de 2011, foi contratado pelo Vitória. Foi vice campeão Baiano.

### ABC
Em dezembro de 2011, foi contratado pelo ABC.se destacou no campeonato potiguar sendo eleito o melhor zagueiro do campeonato , atuou em todas as partidas do campeonato e logo após a 9ª rodada do campeonato brasileiro da série B, após boas atuações e livre das polemicas extra campo, foi negociado com o futebol ucraniano.

### SC Tavriya Simferopol
Em julho de 2012, o ABC empresta Eduardo para o SC Tavriya Simferopol da Ucrânia. Sua estreia pelo time ucraniano aconteceu no dia 21 de julho de 2012, quando o Tavriya Simferopol saiu derrotado pelo Metalist Kharkiv por 1–0, no Lokomotiv Stadium. O primeiro e único gol veio somente em 3 de maio do mesmo ano, na derrota por 3–1 para o Chornomorets Odessa.

### Avaí
Ainda no ano de 2013, Eduardo acertou sua transferência para o Avaí para a temporada de 2014.

### Kawasaki Frontale
Em 2016, Eduardo acertou sua transferência para o Kawasaki Frontale. No ano seguinte, o jogador conquistou o seu primeiro título no Japão ao vencer a J1 League. Eduardo Neto se destaca no clube pelos bons passes e por sua visão de jogo.

Nagoya Grampus
Em 2018 teve uma ótima atuação pelo clube onde conquistou a torcida , ajudando a equipe a se manter na J1 league.

## Títulos
Botafogo
- Taça Guanabara: 2009
- Taça Rio: 2008
- Campeonato Carioca: 2010

ABC
- Taça Cidade do Natal: 2012

Kawasaki Frontale
- Campeonato Japonês: 2017